# Spitzbergák
A Spitzbergák (norvég nevén: Svalbard) a Jeges-tengeren található szigetcsoport, az európai kontinenstől északra, körülbelül félúton Norvégia és az Északi-sarkpont között. Szigetei a 74° és 81° északi szélesség között, a 10° és 34° keleti hosszúság között találhatóak. Az 1925-ben hatályba lépett Svalbardi Egyezmény alapján a Spitzbergák területe Norvégiához tartozik, de a norvég szuverenitás erősen korlátozott. Ez Norvégia legészakibb területe. A szigetek közül három lakott: a Spitsbergen, a Bjørnøya és a Hopen.

## Földrajz

A Spitzbergák domborzati térképe

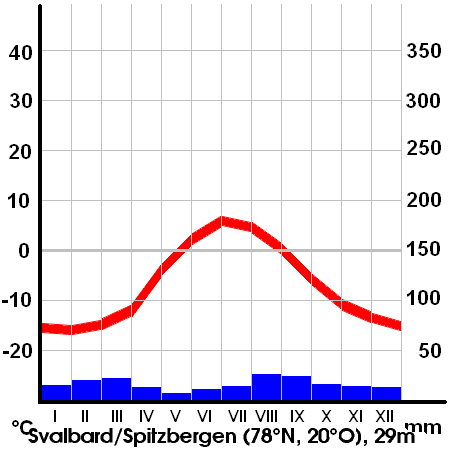
A Spitzbergák éghajlati diagramja

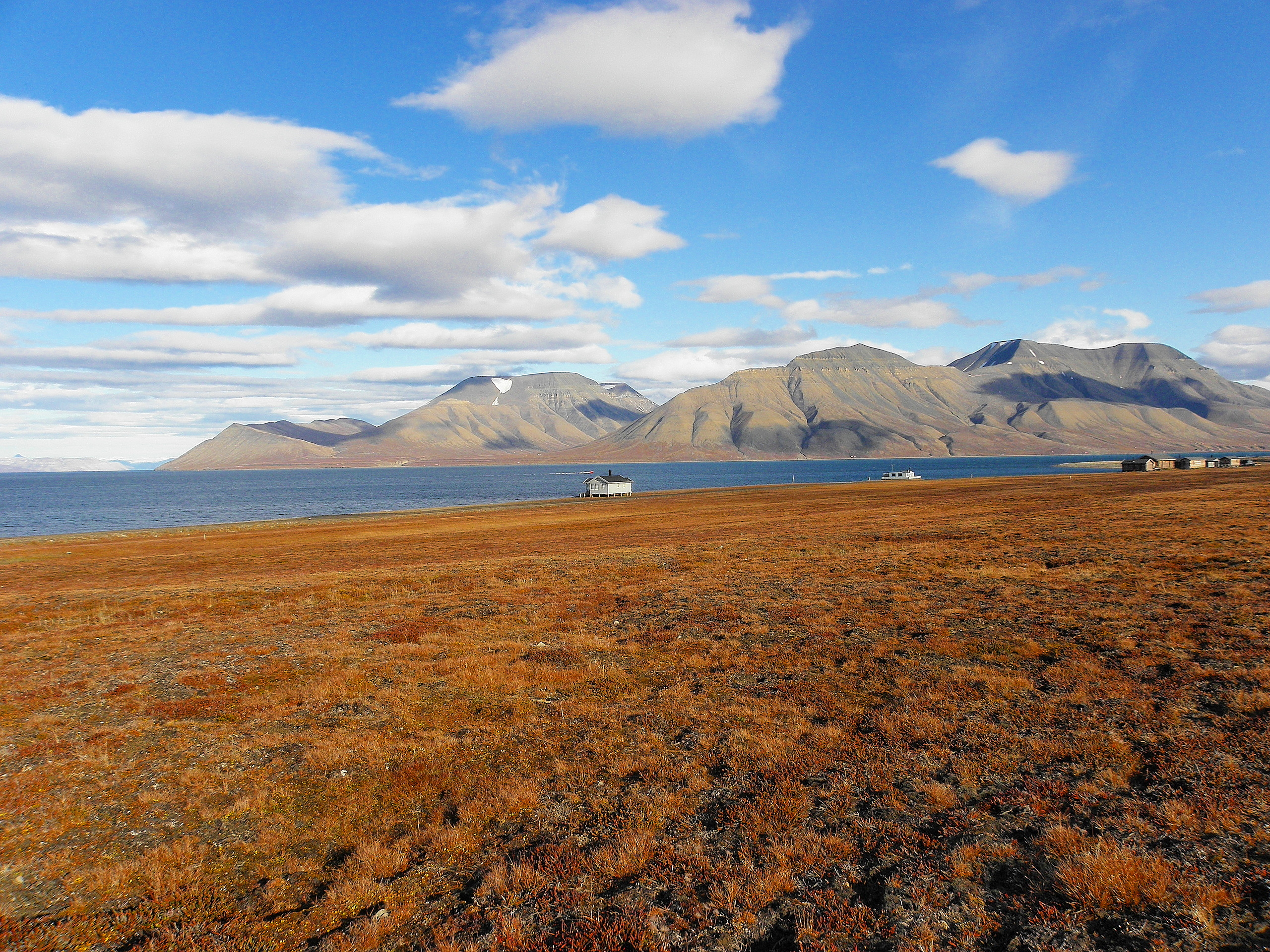
Svalbardi táj

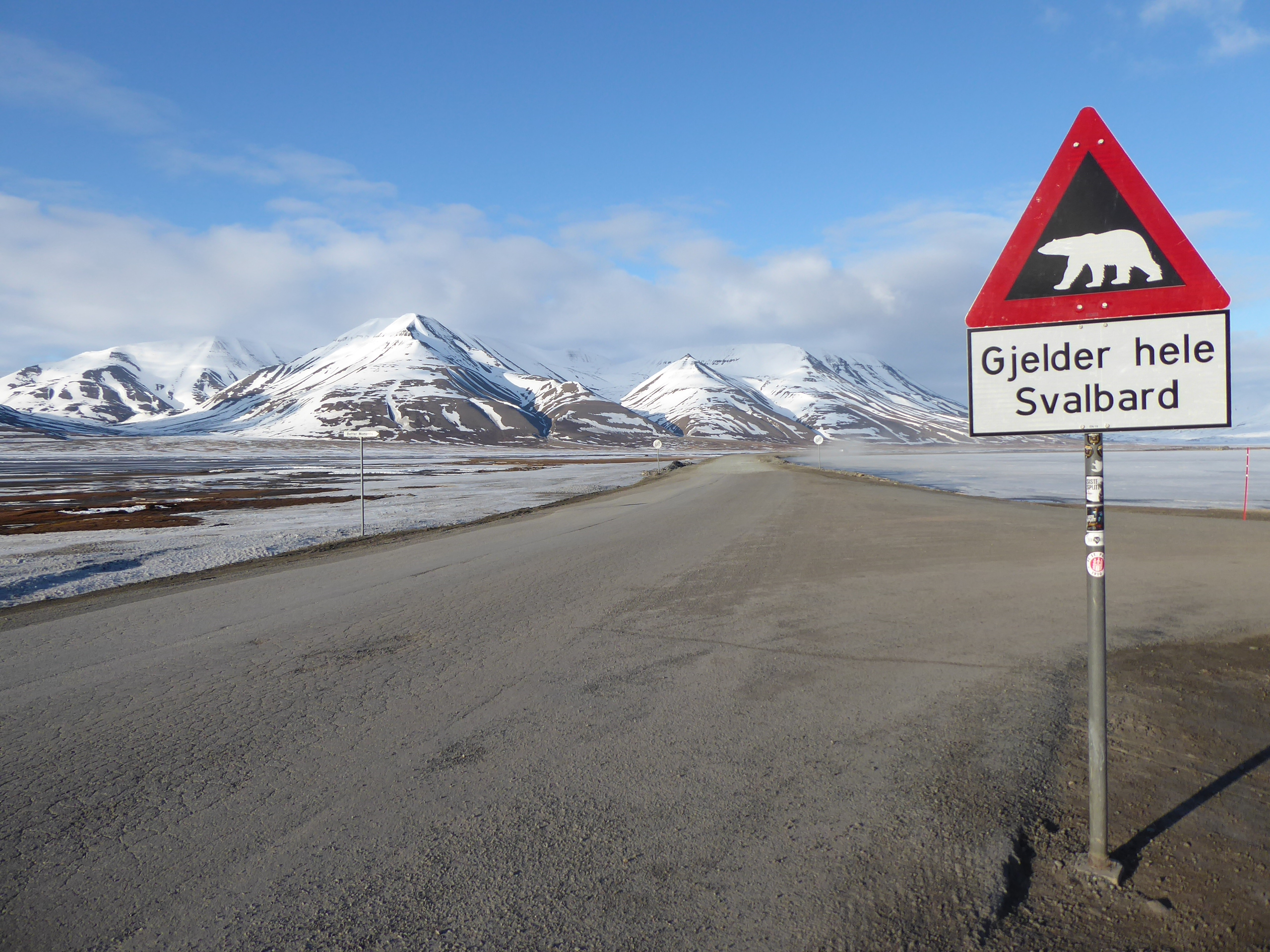
Jegesmedvékre figyelmeztető tábla Longyearbyen északkeleti határánál

A Spitzbergák Norvégia és Európa legészakibb földterülete.
Területe 62 050 km².
Négy legnagyobb szigete:
- Nyugati-föld (Spitsbergen) (39 000 km²),
- Északkeleti-föld (Nordaustlandet) (14 600 km²),
- Edge-sziget (Edgeøya) (5 000 km²).
- Barents-sziget (Barentsøya) (1 288 km²)

Legészakibb pontja:
- Rossøya sziklazátony, (80°49′44.41″É 20°20′32.29″K)

A Spitzbergák területének 60%-a gleccserekkel és hómezőkkel borított. Az Észak-atlanti-áramlat kellemesebbé teszi a sarkvidéki éghajlatot, így a környező vizek az év legnagyobb részében hajózhatóak.

### Éghajlat
Mivel az Északi-sarkkörtől északra található, nyáron éjféli nap, télen sarki éjszaka jellemző. 
A fővárosban, Longyearbyenben április 20-tól augusztus 23-ig süt a Nap, de október 26-tól február 15-ig szinte teljes a sötétség. Télen a telihold és a tükröződő hó kombinációja adhat valami természetes fényt.
Az élőhely tundra típusú.
A Nyugati Spitzbergák-áramlat, az észak-atlanti áramlatrendszer legészakibb ága mérsékli a Spitzbergák hőmérsékletét, különösen télen. A téli hőmérséklet akár 20 °C-kal is magasabb, mint Oroszország és Kanada hasonló szélességi fokain. Az Atlanti-óceán enyhe vize az év nagy részében hajózhatóan tartja a környező vizeket.
A Spitzbergák déli részén a hőmérséklet valamivel magasabb, mint északabbra és nyugatra. A csapadék gyakori, de kis mennyiségben hullik. A Spitzbergák nyugati részén jellemzően kevesebb, mint évi 400 milliméter, a lakatlan keleti részen viszont évi több mint 1000 milliméter lehet.
2020-ig a valaha mért legmagasabb hőmérséklet 21,7 °C, a legalacsonyabb pedig -46,3 °C volt.
A globális felmelegedés észrevehető éghajlati változásokat eredményezett. 1970 és 2020 között a Spitzbergákon az átlaghőmérséklet 4 °C fokkal, a téli hónapokban pedig 7 °C fokkal emelkedett. 2020. július 25-én új, 21,7 °C-os hőmérsékleti rekordot mértek a szigetcsoportban, ami egyben a legmagasabb hőmérséklet; emellett 2020 júliusában négy egymást követő napon regisztráltak 20 fok feletti hőmérsékletet.
| Hónap                         | Jan.  | Feb.  | Már.  | Ápr.  | Máj. | Jún. | Júl. | Aug. | Szep. | Okt. | Nov.  | Dec.  | Év   |
| ----------------------------- | ----- | ----- | ----- | ----- | ---- | ---- | ---- | ---- | ----- | ---- | ----- | ----- | ---- |
| Átlagos max. hőmérséklet (°C) | −9,1  | −9,4  | −9,4  | −6,4  | −1,1 | 4,0  | 8,4  | 7,2  | 2,9   | −2,6 | −5,1  | −7,4  | −2,3 |
| Átlagos min. hőmérséklet (°C) | −15,2 | −15,7 | −15,5 | −12,1 | −5,1 | 0,8  | 4,4  | 3,6  | −0,4  | −6,6 | −10,1 | −12,9 | −7,0 |
| Forrás: Pogoda.ru.net         |       |       |       |       |      |      |      |      |       |      |       |       |      |

| Hónap                           | Jan.  | Feb.  | Már.  | Ápr.  | Máj. | Jún. | Júl. | Aug. | Szep. | Okt. | Nov.  | Dec.  | Év    |
| ------------------------------- | ----- | ----- | ----- | ----- | ---- | ---- | ---- | ---- | ----- | ---- | ----- | ----- | ----- |
| Átlagos max. hőmérséklet (°C)   | −13,0 | −13,0 | −13,0 | −9,0  | −3,0 | 3,0  | 7,0  | 6,0  | 2,0   | −4,0 | −8,0  | −11,0 | −4,6  |
| Átlagos min. hőmérséklet (°C)   | −20,0 | −21,0 | −20,0 | −16,0 | −7,0 | −1,0 | 3,0  | 2,0  | −3,0  | −9,0 | −14,0 | −18,0 | −10,3 |
| Forrás: Sveagruva Climate Guide |       |       |       |       |      |      |      |      |       |      |       |       |       |

### Élővilág
Az embereken kívül három, elsősorban szárazföldi emlősfaj él a szigetcsoportban: a sarki róka, a svalbardi rénszarvas (Rangifer tarandus platyrhynchus) és a véletlenül behurcolt a kelet-európai pocok (Microtus levis), amely utóbbiak csak Grumantban találhatók meg. A sarki nyúl és a pézsmatulok betelepítésére tett kísérletek kudarcot vallottak. A tengeri emlősöknek 15-20 fajtája létezik, köztük a bálnák, delfinek, fókák, rozmárok és jegesmedvék.
Mióta a jegesmedvék egyre gyakrabban járnak a Spitzbergákon, a helyieknek elővigyázatosságból puskát kell maguknál hordaniuk a városokon kívül, de a medvéket törvény védi, így nem szabad ok nélkül megzavarni őket.
A Spitzbergák rengeteg tengeri madár fészkelőhelye. A klímaváltozás sok fajt jelentősen érint.

### Természetvédelem
Az első környezetvédelmi tervek 1914-ben indultak itt. Már 1932-ben két természetvédelmi területet hoztak létre. 1973-ban három nemzeti parkot, két nemzeti rezervátumot és tizenöt madárrezervátumot hoztak létre. A Moffen természetvédelmi területet 1983-ban hozták létre. A két 1932-es és egy 1984-es növényvédelmi terület védettsége 2003-ban megszűnt, viszont ugyanebben az évben három új nemzeti parkot, két új természetvédelmi területet és egy geotop-védelmi területet hoztak létre. Az utolsó nemzeti park, az Inner Wijdefjorden 2005-ben jött létre.

## Történelem
Valószínűleg a vikingek és orosz hajósok fedezték fel a 12. század elején. Korai norvég beszámolók vannak egy szigetről, melyet Svalbarði-nek („hideg perem”) hívtak. Az első vitathatatlan felfedezése Willem Barents holland tengerész nevéhez köthető 1596-ból. 1612 és 1720 között főleg bálnavadászok – dánok, angolok, franciák és norvégok – telepedtek le a Spitzbergák nyugati partján. A dánok egyedül körülbelül 60 000 bálnát vadásztak le az évek folyamán smeerenburgi bázisukról kiindulva. A Spitzbergák szolgált sok sarki expedíció kiindulópontjául is. A legnagyobb sziget neve is Spitzbergák, de az csak néhány nyelvben van még így (pl. orosz, német), más nyelveken az egész szigetcsoport neve Svalbard.

## Államszervezet, közigazgatás
Norvégia már 1871-ben területi igényt jelentett be a szigetekre, de ezt a többi állam nem ismerte el, különösen Oroszország tiltakozott. Így 1920-ig a terület res nulliusnak minősült. 1909-ben Norvégia azt javasolta, hogy norvég–svéd–orosz közös igazgatás alá helyezzék a területet. Az egyezmény kidolgozására 1916-ban összeült testület a világháború miatt azonban nem tudta munkáját elvégezni. A Dánia, Hollandia, Franciaország, Szovjet-Oroszország, Japán, Norvégia, Svédország, Nagy-Britannia és az Egyesült Államok által 1920. február 9-én megkötött, és 1924-ben hatályba lépett Svalbardi Egyezmény alapján a Spitzbergák területe Norvégiához tartozik, de a norvég szuverenitás erősen korlátozott. 1925-ben vette át Norvégia a tényleges irányítást. Ezen különleges egyezmény mellett más országok – egészen pontosan a szerződést megkötő, vagy ahhoz csatlakozó országok – is (többek között Magyarország is) jogosultak a természeti kincsek és erőforrások kitermelésére a teljes egyenlőség elve alapján. Jogosult a többi állam a szigeteket hajózási, halászati célból is használni, hírközlési állomásokat és kereskedelmi vállalkozásokat is létrehozhatnak ott. A szerződés a szigeteket demilitarizálta. A kiaknázási jogot Norvégia több államtól megvásárolta. A Szovjetunió 1935-ben csatlakozott a szerződéshez, és jogutódja, Oroszország két szénbányát is üzemeltet ott. Ezáltal kialakulhatott egy állandó orosz település, Barentsburg. Egy másik orosz település, Pyramiden 2000-ben elnéptelenedett.
Volt olyan időszak, amikor az orosz/szovjet lakosok száma magasabb volt a norvégokénál.
Norvég szénbánya is működik, a parti tengerben pedig amerikai cég végez olajkutatásokat, ami vitára ad alapot, mert a szerződés a parti tengerről nem rendelkezik. Norvégia álláspontja szerint a kontinentális talapzatra sem vonatkozik az egyezmény, hanem arra egy 1963-as norvég királyi dekrétum irányadó. Norvégia előbb egy 22 mérföldes gazdasági övezetet is létrehozott, de más államok tiltakozására itt végül idegen állampolgároknak is megengedik a halászatot.

## Népesség
2016-ban a Spitzbergák népessége 2667 fő volt, ennek kevesebb mint fele volt nem-norvég: 423 orosz és ukrán, 10 lengyel és 322 egyéb, nem norvég állampolgár, akik norvég településeken éltek.
A hivatalos nyelv a norvég, oroszul csak az orosz településeken beszélnek.

### Települések

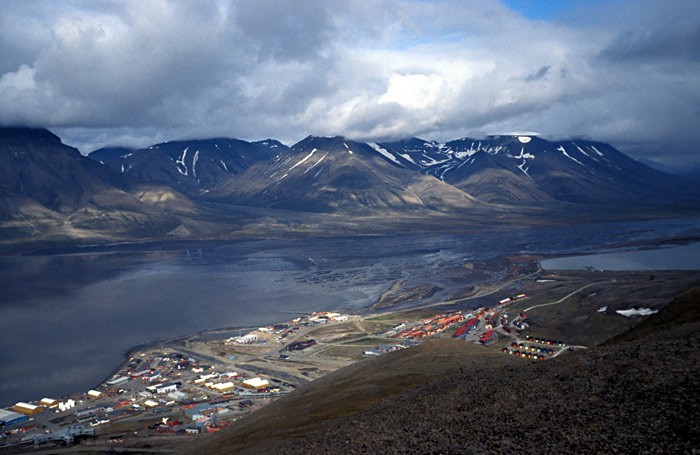
Longyearbyen

- Barentsburg (Баренцбург) (orosz település – lakosság: 471 fő)
- Bjørnøya (lakosság: 9 fő)
- Grumant (Грумант) (orosz település, elnéptelenedett 1961-ben, bányászat újrakezdése 2003-ban)
- Hopen (norvég meteorológiai állomás, lakosság: 4 fő)
- Hornsund (lengyel kutatóállomás, lakosság: 2668 fő)
- Isfjord radio (lakosság: 2668 fő)
- Longyearbyen (Svalbard székhelye, lakosság: 2417 fő)
- Ny-Ålesund (egykori bányásztelepülés, ma nemzetközi kutatóállomás, lakosság: 2668 fő)
- Pyramiden (Пирамида) (orosz település, elnéptelenedett 2000-ben)
- Smeerenburg (holland település, elnéptelenedett 1660-ban)
- Sveagruva (norvég bányász település, lakosság: 2668 fő)

## Közlekedés
Longyearbyenben, Barentsburgban és Ny-Ålesundban van úthálózat, de ezek nem kapcsolódnak egymáshoz. A terepjáró motoros közlekedés tilos csupasz terepen, de télen széles körben használják a motoros szánokat – mind kereskedelmi, mind szabadidős tevékenységekhez.
A települések között hajóval, repülővel, helikopterrel vagy hómobillal közlekednek.
A Longyearbyentől 3 km-re található Longyear Svalbard repülőtér az egyetlen repülőtér, amely a szigetcsoporton kívüli légi szállítást kínál.
A Scandinavian Airlines gyakori járatokat indít Tromsø-ba és Oslóba. A Norwegian Air Shuttle fapados légitársaságnak is van járata Oslo és Svalbard között, heti pár alkalommal; továbbá szabálytalan rendszerben charterjáratok közlekednek Oroszországba.

## Gazdaság
A gazdaság központjában a szénbányászat áll, halászattal kiegészítve. A 20. század utolsó évtizedeiben a turizmus, a kutatóbázisok is fontos szerepet kaptak, és néhány műholdátjátszóállomás is megjelent területén. Norvégia fenntartja magának a halászati jogot 200 tengeri mérföldes (370 km) távolságon belül, de Oroszország ezt nem ismeri el.
A Svalbardi Vízalatti Kábelrendszer (Svalbard Undersea Cable System), amely 2004 januárjában kezdte meg működését, két 1440 km-es üvegszálkötegből áll a Spitzbergák és Harstad között. Ez a NASA és a NOAA által üzemeltetett, sarkpontok feletti pályájú műholdakkal való kommunikációhoz szükséges.
A norvég állami szénbánya foglalkoztatja az ott élő norvégok 60%-át, ezenkívül a legtöbb alapszolgáltatást és infrastruktúrát ez biztosítja.

### Szénbányászat

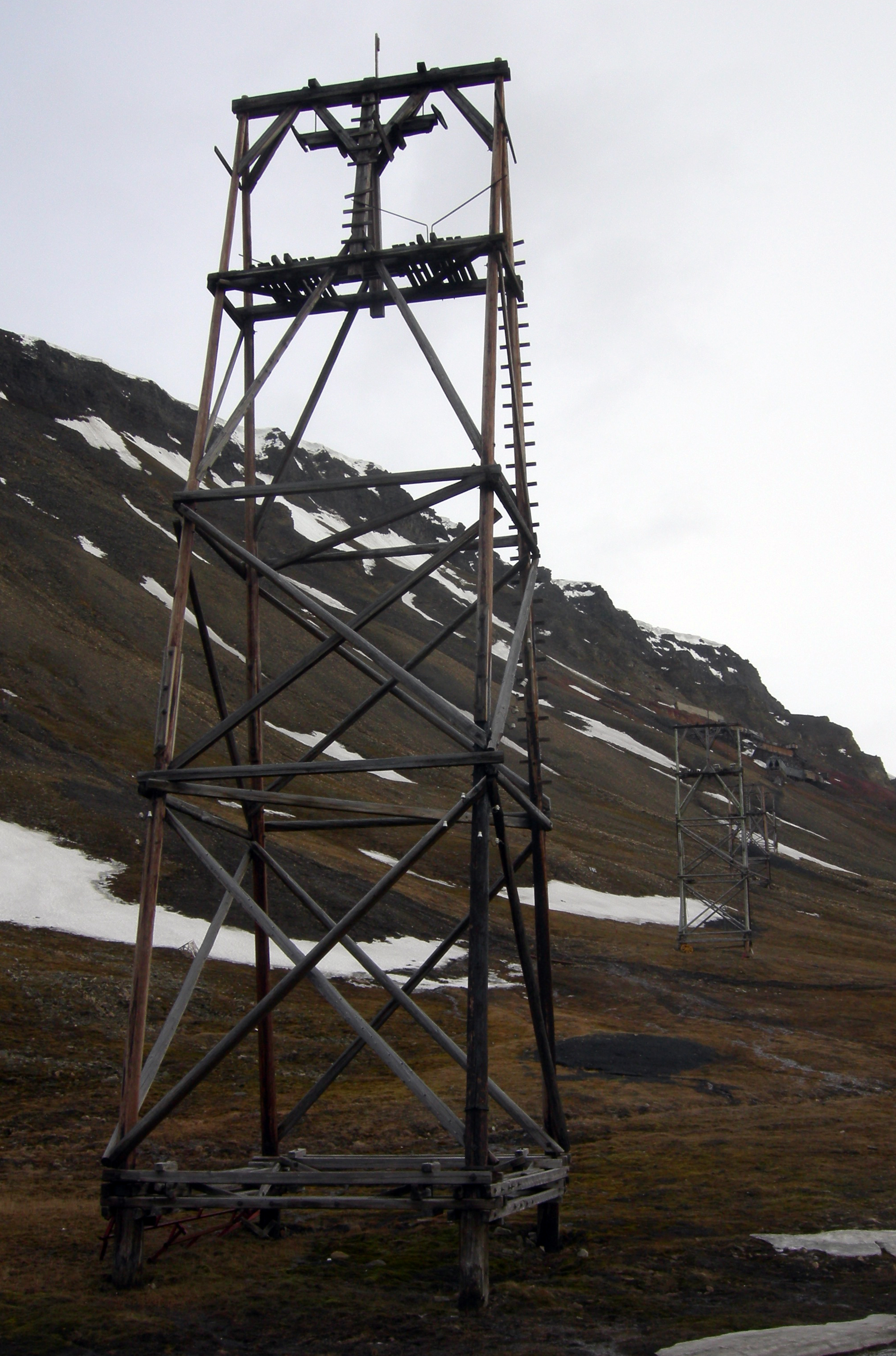
Elhagyott szénbánya Longyearbyentől délre

Az első modern szénbányát az Arctic Coal Company (ACC) hozta létre. A települést, ami a bánya köré épült, a bányatulajdonos John Munroe Longyear után nevezték el. Az ACC 1916-ban eladta a Store Norske Spitsbergen Kull Companinak (SNSK). A következő néhány évben két másik norvég társaság is megkezdte tevékenységét a legdélebbi szigeten, a Bjørnøya és a Kings Bay Kull Compani Ny Ålesund-on nyitott bányát.
A bányászatot a második világháború alatt felfüggesztették, a szigeteket pedig 1941. szeptember 3-án kiürítették. A németek 1943 szeptemberében bombázták Longyearbyent és Barentsburgot, egy évvel később Sveagruvát is.
A Ny Ålesund nevű bányát 1963-ban bezárták, miután bányarobbanás történt 21 halálos áldozattal, azóta tudományos állomásként működik.

## Telekommunikáció[12][13][14]
| Hívójel prefix | JW |
| ITU zóna       | 18 |
| CQ zóna        | 40 |

## A magbank
A norvég kormány egy magbankot hozott létre Svalbardon, amely a világ élelmiszernövényeinek magvait tárolja, esetleges globális katasztrófák esetére. A bunker építését 2007 márciusában kezdték el, és 2008-ban fejezték be. A 3 millió mag befogadására is alkalmas létesítmény gyűjteményét a Global Crop Diversity Trust gondozza. A magokat -18 °C hőmérsékleten tárolják, többek között a permafrosztnak köszönhetően.
Ezt nem egyedül a norvég kormány finanszírozza, hanem több alapítvány, szervezet és magánszemély hozzájárulása is segíti a munkálatokat, mint pl. Bill Gates és felesége alapítványa, amely mintegy 30 millió dollárral járult hozzá a létesítmény megépítéséhez.